# Microcharops anticarsiae
Microcharops anticarsiae är en stekelart som beskrevs av Gupta 1987. Microcharops anticarsiae ingår i släktet Microcharops och familjen brokparasitsteklar. Inga underarter finns listade i Catalogue of Life.